# Wiesław
Wiesław ist ein polnischer Vorname slawischer Herkunft und die Kurzform von Wielisław, der sich aus den beiden Wörtern „wiele“ (Mehr, große) und „sława“ (Ruhm) zusammensetzt.
Die weibliche Form des Vornamens lautet Wiesława.

## Bekannte Namensträger
- Wiesław Chrzanowski (1880–1940), polnischer Maschinenbauingenieur und christlich-nationaler Politiker
- Wiesław Chrzanowski (1923–2012), polnischer Jurist und christlich-nationaler Politiker
- Wiesław Dziadura, polnischer Ringer
- Wiesław Janczyk, polnischer Politiker
- Wiesław Kielar, polnischer Gefangener des Konzentrationslagers Auschwitz-Birkenau
- Wiesław Lechowicz, Militärbischof der Polnischen Streitkräfte
- Wiesław Maniak, polnischer Leichtathlet
- Wiesław Myśliwski, polnischer Schriftsteller
- Wiesław Ochman (* 1937), polnischer Operntenor
- Wiesław Puś, polnischer Professor für Geschichtswissenschaft
- Wiesław Śmigiel, polnischer Bischof
- Wiesław Szczepański, polnischer Politiker
- Wiesław Wernic, polnischer Schriftsteller
- Wiesław Woda, polnischer Politiker, Staatsbeamter
- Wiesław Ziemianin, polnischer Biathlet
- Wiesław Żelazko, polnischer Mathematiker